# Lago Burnett
José Carlos Lago Burnett, mais conhecido como Lago Burnett (São Luís, 14 de agosto de 1929 — São Luís, 02 de janeiro de 1995) foi um jornalista e escritor brasileiro.
Em São Luís, atuou intensamente na imprensa local e em veículos de cultura com Bandeira Tribuzi e Ferreira Gullar. Considerado um dos expoentes da Geração de 45, passou a exercer atividade jornalística no Rio de Janeiro, principalmente no Jornal do Brasil.

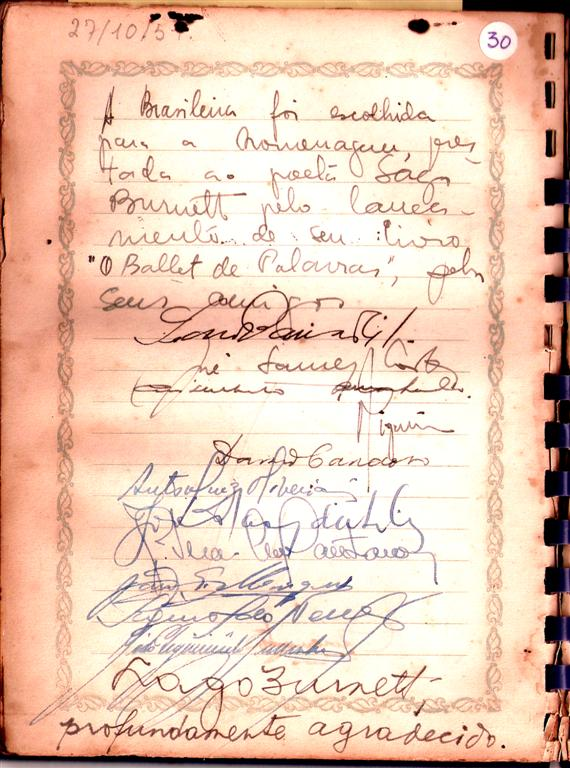
Livro Ouro Pg30 (Large)

Lançamento de "O Ballet das Palavras"
A obra "O Ballet das Palavras" foi lançada em 27 de outubro de 1951 em São Luís, durante um almoço no restaurante A Brasileira, propriedade dos franceses Charles e Lucia P. Dell Eva. O estabelecimento localizava-se no antigo Beco do Teatro (atual Rua Godofredo Viana), no trecho entre as ruas Grande e da Paz - onde hoje se encontra a Academia de Letras do Maranhão.
Convidados ilustres
O evento contou com a presença de importantes personalidades maranhenses:
- José Sarney Costa (ex-Presidente da República, na época acadêmico de Direito)
- Tácito Caldas (Desembargador e Presidente em exercício dos Tribunais de Justiça e Eleitoral)
- José Vera Cruz Santana (renomado advogado e jornalista)
- João Ignácio de Souza (Catedrático de Direito)
- José Ribamar Santos (advogado conceituado)
- João Albino de Araújo Souza (Promotor Público)
- José Teixeira de Araújo (Ministro do Tribunal de Contas)
- Manuel Costa Araújo

- Sousa Domingues Teixeira

## Produção intelectual e obras
A obra de Lago Burnett transita entre a poesia lírica e a prosa ensaística, refletindo suas duas vocações principais: a literatura e o jornalismo. Como poeta, ele é associado à chamada Geração de 45 maranhense, caracterizada pelo esforço de renovação estética e pela assimilação de correntes modernas na poesia local. Seus poemas de juventude já revelavam uma “ânsia de renovação” e o desejo de romper com formas ultrapassadas. Em Estrela do Céu Perdido (1949), seu livro de estreia, Burnett apresenta versos introspectivos e imagéticos, apontando influências tanto da poesia moderna brasileira (comum no pós-Modernismo) quanto de uma sensibilidade local refinada. Já O Ballet das Palavras (1951) reforça sua busca por novas expressões poéticas, mesclando lirismo e experimentação formal – o título sugere a dança das palavras, indicando preocupação com ritmo e musicalidade. A coletânea 50 Poemas (1959) consolidou sua produção poética, reunindo textos selecionados que abrangem uma década de criação. Nessas obras, Burnett aliou temáticas universais (amor, solidão, angústias existenciais) a referências regionais sutis, inserindo-se na tradição literária maranhense sem cair em folclorismos.
Além da poesia, Lago Burnett distinguiu-se como ensaísta e crítico da linguagem. Sua obra A Língua Envergonhada e outros escritos sobre comunicação, publicada em 1976 pela Editora Nova Fronteira, reúne uma série de artigos e ensaios em que analisa fenômenos da língua portuguesa e da mídia brasileira. No texto que dá título ao livro (“A Língua Envergonhada”), Burnett discute as inseguranças e complexos em torno do uso culto do idioma, possivelmente abordando questões como o confronto entre a norma culta e a linguagem coloquial ou estrangeirismos na fala nacional – temática pertinente num período de afirmação da identidade linguística brasileira. Outros capítulos, como “Patologia do deboche nacional” (1975) e “Os palavrões”, indicam seu interesse em dissecar vícios de linguagem, expressões vulgares e o comportamento linguístico no Brasil da época. Com fina ironia e erudição, Burnett utilizou esses ensaios para questionar modismos, clichês e a pobreza vocabular que identificava na comunicação social. Seu rigor com a língua transparece também no Manual de Redação que redigiu para o Jornal do Brasil, onde elencou dez princípios de escrita concisa e elegante, aconselhando desde evitar metáforas e adjetivos excessivos até repudiar vulgaridades e jargões passageiros. Essa faceta de teórico da comunicação completa seu perfil intelectual: Burnett não só produziu literatura criativa, mas também refletiu criticamente sobre a própria linguagem e o fazer jornalístico.

## Principais obras
- Estrela do Céu Perdido, (São Luís: Edições AML, 1949) – Coletânea de poemas de estreia, marcada pelo tom lírico introspectivo e pela busca de renovação da poesia maranhense do pós-guerra.
- O Ballet das Palavras, (São Luís: Edições AML, 1951) – Livro de poemas lançado em evento cultural de destaque; apresenta experimentações formais e consolida a voz poética de Burnett na Geração de 45
- 50 Poemas,  (São Luís, 1959) – Reunião de cinquenta composições poéticas, selecionadas para representar a produção do autor ao longo da década de 1950, evidenciando sua maturidade lírica.
- A Língua Envergonhada,  (Rio de Janeiro: Nova Fronteira, 1976) – Coletânea de ensaios e artigos de crítica, abordando questões de língua, mídia e cultura; inclui reflexões sobre os vícios de linguagem, a influência da mídia de massa e a ética do comunicador.